# Jessica Korda
Jessica Korda (27 februari 1993) is een Amerikaanse golfprofessional. Ze speelt op de Amerikaanse LPGA Tour.
Jessica is een dochter van twee tennisprofessionals: Petr Korda en Regina Rajchrtová. Ze werd in Florida geboren en had zowel de Tsjechische als de Amerikaanse nationaliteit. In 2009 besloot ze definitief op haar Amerikaanse paspoort te spelen.
Als amateur speelde ze de Espirito Santo Trophy in 2006 nog op haar Tsjechische paspoort, in 2009 vertegenwoordigde zij de Verenigde Staten bij de Junior Solheim Cup en in 2010 speelde ze de Curtis Cup.

## Professional
Jessica ging in 2010 naar de Tourschool. Als amateur eindigde ze op de tweede plaats en werd direct daarna professional. 
In 2011 speelde zij haar rookieseizoen. In 2012 won de 18-jarige Jessica het Australisch Open nadat ze vijf medespeelsters in de play-off met een birdie op de tweede extra hole had verslagen.
In 2013 speelde ze 21 toernooien, ze haalde overal de cut en verdiende bijna $ 600.000. In 2014 won ze twee toernooien : in januari  de Pure Silk Bahamas LPGA Classic en daarna in hetzelfde jaar de Airbus LPGA Classic. Toen ze op de laatste hole afsloeg, stond ze gelijk met Stacey Lewis, maar op de laatste hole maakte Jessica een birdie en won. Daarmee stond ze nummer 28 op de wereldranglijst. Na haar tweede overwinning van 2014 steeg ze naar de 16de plaats. 
| Nr | Jaar | Toernooi                       | Score           | Score | Runner(s)-up                                                             | Eerste prijs |
| -- | ---- | ------------------------------ | --------------- | ----- | ------------------------------------------------------------------------ | ------------ |
| 1  | 2012 | Australisch Open (dames) po    | 72-70-73-74=289 | −3    | Stacy Lewis Brittany Lincicome Julieta Granada Ryu So-yeon Seo Hee-kyung | US$ 165.000  |
| 2  | 2014 | Pure Silk Bahamas LPGA Classic | 69-66-72-66=273 | −19   | Stacy Lewis                                                              | US$ 195.000  |
| 3  | 2014 | Airbus LPGA Classic            | 67-67-69-65=268 | −20   | Anna Nordqvist                                                           | US$ 195.000  |
| 4  | 2015 | Sime Darby LPGA Malaysia       | 69-67-65-65     | -18   |                                                                          | US$ 300.000  |